# Gustavia parviflora
Gustavia parviflora är en tvåhjärtbladig växtart som beskrevs av Scott A. Mori. Gustavia parviflora ingår i släktet Gustavia och familjen Lecythidaceae.
Artens utbredningsområde är Venezuela. Inga underarter finns listade i Catalogue of Life.